# 1929 en chimie
Cet article présente les faits marquants de l'année 1929 en chimie.

## Évènements
- 1er avril : dans un article publié dans le Journal of the American Chemical Society[1], le chimiste américain Linus Pauling énonce les règles concernant la stabilité de structures cristallines hétéropolaires[2]. Elles sont les principes clés pour l'utilisation de la cristallographie aux rayons X pour déduire la structure moléculaire.
- 10 mai : le biologiste Alexander Fleming soumet au British Journal of Experimental Pathology un article[3] dans lequel il annonce sa découverte de la pénicilline, publié en juin 1929[4].
- 5 septembre : dans un article transmit à la Faraday Society, le chimiste britannique John Lennard-Jones introduit la méthode de la combinaison linéaire d'orbitales atomiques pour décrire les liaisons des molécules diatomiques de la première ligne du tableau périodique[5].

- Le biochimiste américain Phoebus Levene découvre du sucre désoxyribose dans les acides nucléiques[6].
- Les biochimistes Edward Doisy et Adolf Butenandt découvrent indépendamment l'estrone[7].
- Les biochimistes allemands Karl Lohmann et Cyrus Hartwell Fiske découvrent indépendamment l'adénosine triphosphate (ATP)[8].
- Le  biochimiste américain John Howard Northrop parvient à isoler sous forme cristallisée la pepsine (une enzyme gastrique) et montre qu'il s'agit d'une protéine[9].
- Les biochimistes américains  Carl Ferdinand Cori et Gerty Theresa Cori publient la théorie sur le métabolisme du glucose qui porte leur nom, le « Cycle de Cori »[10].
- Le médecin danois Henrik Dam découvre la vitamine K[11].
- L'équilibre de Schlenk est mis en évidence par Wilhelm Schlenk[12], c'est un équilibre réactionnel se produisant dans les solutions de réactifs de Grignard et de bases de Hauser (en). Il s'écrit de la manière suivante : 2 RMgX  {\displaystyle \rightleftharpoons }  MgX2 + MgR2.

## Prix
- Prix Nobel de chimie : Arthur Harden et Hans von Euler-Chelpin pour leurs travaux sur la fermentation des sucres et les enzymes qui y participent[13],[14].
- Médaille Priestley : Francis P. Garvan (en)[15],[16],[17]
- Médaille Davy : Gilbert Lewis pour ses contributions à la thermodynamique classique et à la théorie de la valence[18],[19].
- Médaille William-H.-Nichols : William L. Evans[20]

## Naissances
- 7 janvier : Norbert M. Bikales, chimiste américain.
- 23 janvier : John Charles Polanyi, chimiste et physicien canadien, prix Nobel de chimie en 1986.

- 4 mai : Heinrich Matthaei, biochimiste allemand.
- 6 mai : Paul Lauterbur (mort en 2007), chimiste américain, prix Nobel de physiologie ou médecine en 2003.
- 21 juin : Joyce Jacobson Kaufman (morte en 2016), chimiste américaine.

## Décès
- 6 janvier : Dmitri Petrovitch Konovalov (né en 1856), chimiste russe.
- 11 avril : Ulysse Gayon (né en 1845), biochimiste et agronome français.
- 13 juin[21] : Charles Moureu (né en 1863), chimiste français.
- 4 août : Carl Auer von Welsbach (né en 1858), chimiste, inventeur, ingénieur et industriel autrichien.
- 23 septembre[22] : Richard Adolf Zsigmondy (né en 1865), chimiste austro-allemand, prix Nobel de chimie en 1925[23].